# Anthem of the Peaceful Army
Anthem of the Peaceful Army ist das Debütalbum der US-amerikanischen Classic-Rock-Band Greta Van Fleet. Das Album erschien am 19. Oktober 2018 über Lava Records.

## Entstehung
Greta Van Fleet waren seit dem Frühjahr 2017 beinahe pausenlos auf Tournee. Für das Debütalbum wollte die Band eigentlich auf drei bis fünf Jahre alte Songideen zurückgreifen, diese neu arrangieren und erstmals aufnehmen. Dieser Plan wurde von den Musikern jedoch schnell verworfen. Laut Sam Kiszka wollte die Band die alten Lieder lieber „so in Erinnerung behalten, wie sie sind“. Stattdessen entstanden drei Viertel der Titel auf dem Album aus Jamsessions im Studio. Für das Eingangsriff von Brave New World habe der Gitarrist Jake Kiszka stundenlang experimentiert, ehe er zufrieden gewesen wäre. Eines der älteren Lieder, die für das Album verwendet wurden, war Lover, Leaver (Taker, Believer), dass im Studio stark überarbeitet, verändert und verkürzt worden. Laut Jake Kiszka wären den Musikern in dieser Phase die Ideen „nur so zugeflogen“. Außerdem würden die Lieder eine größere Bandbreite abdecken als frühere Titel.
Produziert wurde Anthem of the Peaceful Army von Al Sutton, Marlon Young und Herschel Boone, kollektiv auch als The Rust Brothers bekannt. Sutton und Young hatten bereits die beiden EPs Black Smoke Rising und From the Fires produziert. Die Aufnahmen fanden in den Blackbird Studios in Nashville sowie in den Rustbelt Studios in Royal Oak statt. Die gesamten Aufnahmen haben nur zwei Wochen gedauert, wobei eigentlich ein vierwöchiger Studioaufenthalt veranschlagt worden war. Bei dem Quasi-Titellied Anthem verwendete Jake Kiszka eine Lap-Steel-Gitarre. Für das Lied Watching Over verwendete er eine modifizierte Gitarre, die wie eine Sitar klingt. Sam Kiszka spielt bei dem Lied You’re the One eine Hammond-Orgel. Während der Aufnahmen wurde die Band vom Schauspieler Tom Hanks besucht, dessen Ehefrau Rita Wilson im Nebenstudio gleichzeitig ein Album aufnahm.

„Er meinte: „Geile Scheiße! Ich mag dieses Zeug!“ Wir saßen geplättet da und dachten nur: Wow! Das ist der schönste Teil des Ganzen.“

Al Sutton und Marlon Young mischten das Album, während Ryan Smith das Mastering übernahm. Als Toningenieure wirkten Tanner Peters und Jason Mott mit. Das Albumcover wurde von den Künstlern Kyledidthis und Ashley Pawlak entworfen.

## Veröffentlichung
Am 26. Juli 2018 spielte die Band das Lied When the Curtain Falls in der NBC-Sendung The Tonight Show starring Jimmy Fallon. Die zweite Single Watching Over erschien am 7. September 2018 und die dritte Single Lover, Leaver am 21. September 2018. Am 19. Oktober 2018 wurde der Albumtitel und das Veröffentlichungsdatum bekannt gegeben. Drei Tage nach der Albumveröffentlichung wurde die vierte Single Age of Man veröffentlicht. Hierfür wurde eine App entwickelt, die den Hörer zu einem Park führt, wo man sich dann das Lied anhören kann. Die digitale Version des Albums enthält als Bonustitel noch das Lied Lover, Leaver (Taker, Believer). Für das Lied When the Curtain Falls wurden ein Musikvideo gedreht. Neben der regulären Version gibt es auch ein so genanntes „Vertical Video“, bei dem das Bild absichtlich hochkant gezeigt wird. Um dem Video ein altmodisches Aussehen zu bringen, wurde ein Super-8-Filter eingesetzt.

## Hintergrund
Der Albumtitel bedeutet übersetzt Hymne der friedlichen Armee und ist laut Jake Kiszka der Titel eines Gedichts, dass Josh Kiszka schrieb. Je mehr Konzerte die Band spielte, desto mehr stellten die Musiker fest, dass sich der Titel auf ihr Publikum bezieht, das aus verschiedenen Altersgruppen stammt und die Musik der Band schätzt. Laut einer Pressemitteilung handelt es sich um ein Konzeptalbum, das „die Idee vom Zyklus des Lebens zwischen Leben und Tod, Anfang und Ende in Texten zu Neuanfängen, Liebe, Redlichkeit, Unschuld, Abenteuer, Vielfalt und Frieden spiegelt“.

„Das Album stellt große Fragen. Was tun wir uns selbst an? Was tun wir unserer Umwelt an? Was tun wir uns gegenseitig an? Warum muss es Hass geben? Und warum muss es Gier und Böses geben? Ich glaube, das Album fragt einfach warum wir nicht alle Eins sein können? Wir sind alle Menschen. Wir schauen zum gleichen Himmel hoch und atmen die gleiche Luft.“

Das Album soll laut Jake Kiszka den Hörer mit auf eine Reise nehmen, die vom ersten bis zum letzten Lied dauert. Heutzutage würden viele Menschen nur noch einzelne Songs konsumieren und kaufen. Die Band möchte mit dem Album „etwas schaffen, das dem Hörer eine zusammenhängende Erfahrung bietet“.

## Rezeption

### Rezensionen
Für Frank Thiessies vom deutschen Magazin Metal Hammer schaffen es Greta Van Fleet „unangestrengt, Blues, (Hard)Rock und Folk zu fusionieren sowie jenen ungreifbaren Tolkienschen Ton zu treffen und eine magische Aura aufzubauen“. Es wäre „ein Leichtes, das Album als charakterlosen Kopistenkram abzustempeln“. Thiessies vergab sechs von sieben Punkten. Laut Jörg Staude vom deutschen Magazin Rock Hard würden Greta Van Fleet „mit ihren Schlaghosen knietief in den Siebzigern stecken und lassen Kingdom Come aus den Achtzigern wie stumpfe Kopisten aussehen“. Die „Jungspunde wäre ein weiteres (und verdammt gutes) Gegenbeispiel zu Gene Simmons’ Behauptung, Rock sei tot“. Staude vergab acht von zehn Punkte. Auch in genrefremden Magazinen wurde das Album gelobt. So kürte die Frankfurter Allgemeine Zeitung Anthem of the Peaceful Army zum Album der Woche. Franziska Müller bescheinigte der Band, eine „beinahe tantrischen Mischung aus Rock, Blues und Soul“ zu haben und dass „ihre Kunst, das Songwriting des Folk mit der unbändigen Wucht des Rock zu verbinden, einzigartig“ sei.
Kritischer zeigte sich Thomas Smith vom New Musical Express, für den auf diesem Album wenig originelles passiert. Das Album würde „von den Geistern von Jimi Hendrix, Cream, AC/DC und am offensichtlichsten Led Zeppelin gejagt“. Smith vergab drei von fünf Sternen. Jeremy D. Larson vom Onlinemagazin Pitchfork Media, der das Album als „halbgaren Boomerfetisch“ und „49minütigen, endlosen Langweiler“ bezeichnete. Jedes Lied hätte auch von „einer der tausend anderen Classic-Rock-Coverbands geschrieben oder gespielt werden können“. Larson vergab 1,6 von zehn Punkten.

### Charts und Chartplatzierungen
| ChartsChartplatzierungen       | Höchstplatzierung | Wochen |
| ------------------------------ | ----------------- | ------ |
| Deutschland (GfK)              | 3 (20 Wo.)        | 20     |
| Österreich (Ö3)                | 9 (3 Wo.)         | 3      |
| Schweiz (IFPI)                 | 6 (5 Wo.)         | 5      |
| Vereinigte Staaten (Billboard) | 3 (18 Wo.)        | 18     |
| Vereinigtes Königreich (OCC)   | 12 (2 Wo.)        | 2      |

In den USA wurden 87.000 äquivalente Einheiten des Albums verkauft. Hiervon entfielen 80.000 auf traditionelle Albumverkäufe. Betrachtet man nur die traditionellen Albumverkäufe war Anthem of the Peaceful Army das meistverkaufte Album der Woche. Die Singles When the Curtain Falls und You’re the One erreichten jeweils Platz eins der Billboard Mainstream Rock Songs. Zuvor hatte die Band dies mit den Singles Highway Tune und Safari Song geschafft.

### Auszeichnungen für Musikverkäufe
Anmerkung: Auszeichnungen in Ländern aus den Charttabellen bzw. Chartboxen sind in ebendiesen zu finden.
| Land/RegionAuszeichnungen für Musikverkäufe (Land/Region, Auszeichnungen, Verkäufe, Quellen) | Gold     | Platin  | Verkäufe | Quellen         |
| -------------------------------------------------------------------------------------------- | -------- | ------- | -------- | --------------- |
| Italien (FIMI)                                                                               | Gold1    | —       | 25.000   | fimi.it         |
| Kanada (MC)                                                                                  | Gold1    | —       | 40.000   | musiccanada.com |
| Polen (ZPAV)                                                                                 | —        | Platin1 | 30.000   | olis.pl         |
| Vereinigte Staaten (RIAA)                                                                    | Gold1    | —       | 500.000  | riaa.com        |
| Insgesamt                                                                                    | 3× Gold3 | Platin1 |          |                 |

Music Canada zeichnete die Singles When the Curtains Falls und You’re the One ebenfalls mit Gold aus.

### Sonstige Auszeichnungen
Das deutsche Magazin Visions führte Anthem of the Peaceful Army auf ihrer Liste der 50 Alben des Jahres 2018 auf Platz vier. Bei den Kerrang! Awards 2019 wurde Anthem of the Peaceful Army in der Kategorie Bestes Album nominiert. Der Preis ging jedoch an die Band Ghost.